# Dysoxylum randianum
Dysoxylum randianum är en tvåhjärtbladig växtart som beskrevs av Merrill & Perry. Dysoxylum randianum ingår i släktet Dysoxylum och familjen Meliaceae. Inga underarter finns listade i Catalogue of Life.